# San Pietro in Montorio
Koordinaten: 41° 53′ 18,9″ N, 12° 27′ 59,3″ O

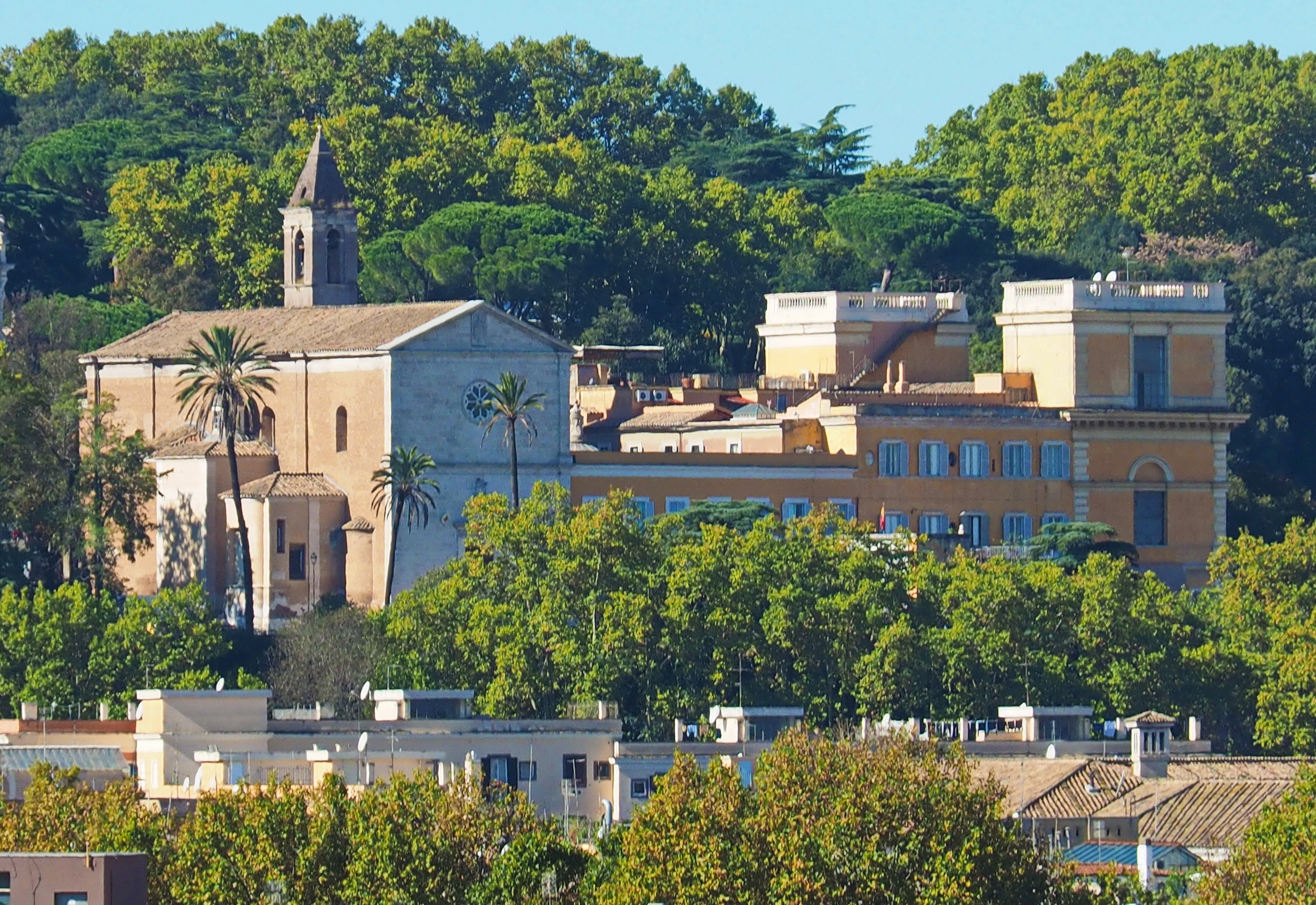
Der Gebäudekomplex vom Aventin aus gesehen

Grundriss der Ordenskirche mit Tempietto-Hof

San Pietro in Montorio (lat.: Sancti Petri in Monte Aureo) ist eine in der Renaissance errichtete Klosterkirche in Rom und Titelkirche der römisch-katholischen Kirche. Sie liegt auf dem Osthang des Gianicolo an dem Ort, wo der Legende nach der Apostel Petrus gekreuzigt wurde. Ihren Namen erhielt die Kirche von der goldbraunen Färbung des Bodens an dieser Stelle (ital.: monte d’oro). Bekannt ist sie u. a. wegen des im ersten Klosterhof gelegenen Tempietto di Bramante, eines von Donato Bramante ausgeführten kleinen Rundtempels, der als Vollendung der Hochrenaissance gilt. Sie enthält eine Reihe bedeutender Werke aus dem 16. und 17. Jahrhundert.

## Lage
Die Kirche liegt im XIII. römischen Rione Trastevere an der gleichnamigen Piazza di San Pietro in Montorio, etwa 200 Meter östlich der Fontana dell’Aqua Paola auf dem Gianicolo.

## Geschichtlicher Überblick

### Vorgeschichte
Bereits ab dem 8. bzw. 9. Jahrhundert ist mit dem Gianicolo die Verehrung des hl. Petrus verbunden und ein Kirchengebäude an gleicher Stelle nachweisbar. Die im Codex Einsidlense beschriebene 7. Pilgerroute führt von der Porta Aurelia (heutige Porta San Pancrazio) auf der Via Aurelia bis zur Porta Praenestina und erwähnt eine Kultstätte für Petrus. Dass an dieser Stelle der Kreuzigungsort Petri sei, entbehrt jedoch jeder historischen Grundlage. Der heilige Ort für die Kreuzigung Petri wurde ab dem 14. Jahrhundert systematisch propagiert. Um 1280 betreuten Mönche des Cölestinerordens die Pilgerstätte. Aus zwei Bullen Papst Sixtus’ IV. geht hervor, dass S. Pietro in Montorio zu San Pancrazio gehörte. Papst Eugen IV. übergab das Kloster der Benediktinerinnen mit allen Besitzungen 1438 an die Ambrosianer ad nemus von S. Clemente. 1472 schenkte Papst Sixtus IV. das lange Zeit leer stehende, baufällige Kloster den Amadeiten, einer von dem Franziskanerbruder Amadeu da Silva Meneses gegründeten Reformbewegung innerhalb des Franziskanischen Ordens.

### Baugeschichte

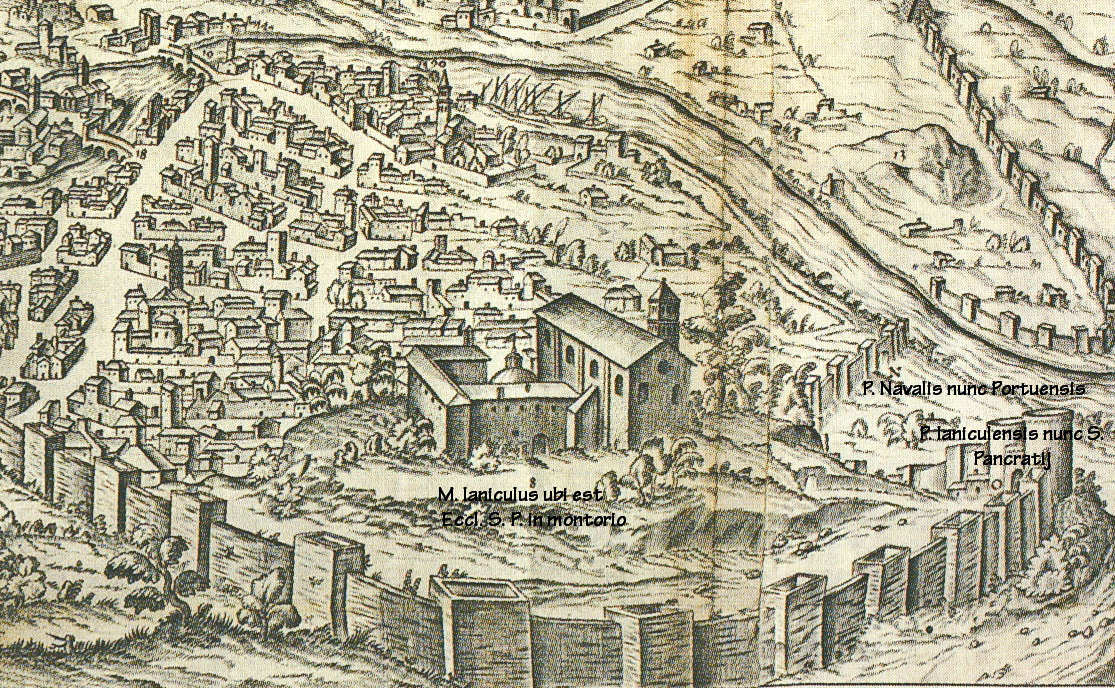
Gianicolo und San Pietro in Montorio; Stich von Hugues Pinard 1555

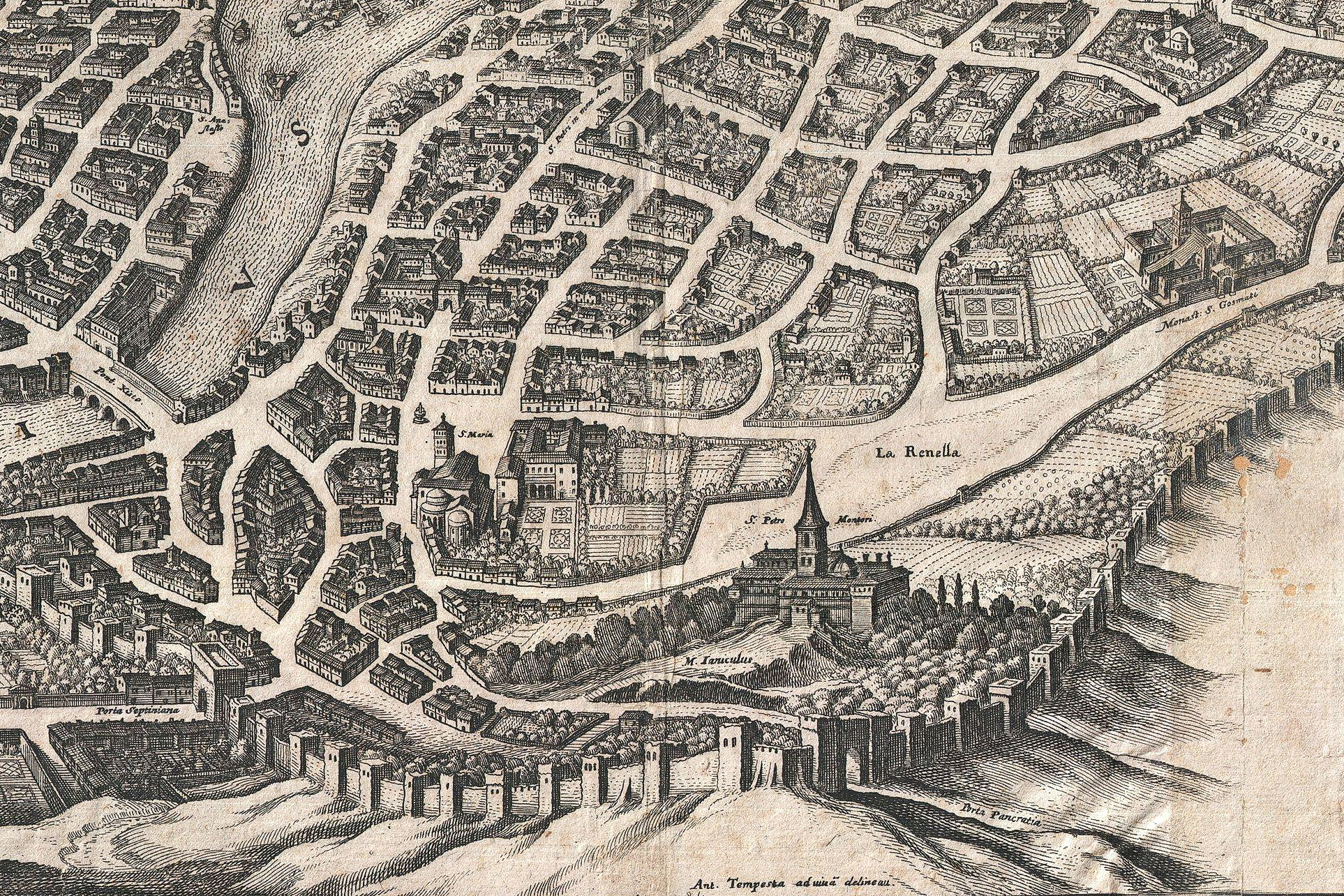
Gianicolo und San Pietro in Montorio; Stich von Merian 1652

Papst Sixtus IV. erteilte der Glaubensgemeinschaft mit der Schenkungs-Bulle auch die Genehmigung und den Auftrag das Kloster und die Kirche zu erneuern und zu erweitern. 1480 stellte König Ferdinand II. von Aragonien 2000 fiorini von seinen Einnahmen aus dem Königreich Sizilien für die Errichtung der Kirche zur Verfügung. Die Spende geht auf das Gelübde des Königspaares Ferdinand II. von Aragonien und Isabella I. von Kastilien zurück, eine Kirche zu errichten, wenn der Wunsch nach einem Thronfolger in Erfüllung gehe. Mit der Geburt des Sohnes Johann von Aragón und Kastilien im Jahr 1478 erfüllte sich dieser. 1482 starb Amadeu da Silva Meneses bei einem Aufenthalt in Mailand. Um den Kirchenbau weiter zu führen, spendete der französische König Ludwig XI., der Amadeu verehrte, 1483 die Summe von 500 scudi. Mit diesem Geld wurde der Chor der Kirche erneuert, wie aus einer Klosterchronik aus dem 18. Jahrhundert zu entnehmen ist, die im Vatikan aufbewahrt wird. Für die Richtigkeit dieser Angabe spricht der Umstand, dass Chor und Langhaus nicht genau auf einer Achse liegen. Mit dem Tod des Papstes Sixtus IV. im Jahr 1484 trat eine Unterbrechung der Bautätigkeiten ein. Sie wurde erst 1488, durch die Initiative Königin Isabellas und König Ferdinands, wieder aufgenommen. Das Königspaar betraute die beiden Gesandten am päpstlichen Hof Bernardino de Carvajal und Juan Ruiz de Medina mit der Fortführung des Baus, sowohl der Kirche als auch des Konvents, dessen Nordflügel in die gleiche Bauzeit fällt. Gleichzeitig sorgte Ferdinand für eine regelmäßige Finanzierung, nämlich 500 Dukaten jährlich aus dem Königreich Sizilien. Unter dem Baumeister Jorge de Castellon und dem auf Größe, Form und Gestaltung der Gesamtanlage Einfluss nehmenden spanischen Gesandten wurden die Bauarbeiten intensiviert. Castellon kam möglicherweise mit Amadeu da Silva Meneses aus der Lombardei und war bereits in der ersten Phase des Neubaus auf Veranlassung der Mönche tätig. 1493, ein Jahr nach der Eroberung Granadas veranlasste Ferdinand weitere Zahlungen durch den Vizekönig von Sizilien, um die Fortführung der Arbeiten sicherzustellen und einer Schädigung des Ansehens der Kronen von Kastilien und Aragonien in Rom zuvorzukommen. In einem Brief des Titularkaisers von Byzanz, Andreas Palaiologos, ist eine Messe am 8. September 1494 in der Kirche überliefert, was darauf schließen lässt, dass diese zu dieser Zeit bereits geweiht sein musste. Allerdings ist einer Inschrift – heute in der Krypta des Tempietto aufbewahrt – das Weihedatum 9. Juni 1500 zu entnehmen.

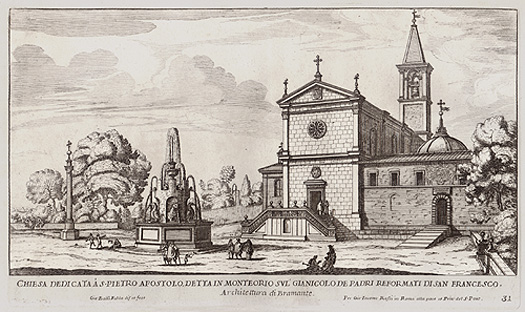
San Pietro in Montorio; Stich von G.B. Falda ca. 1670

Möglicherweise vollzog der aus dem Königreich Valencia  stammende Papst Alexander VI. im Heiligen Jahr die offizielle Weihe der Kirche nochmals, die vorab für die Mönchsgemeinschaft zur Nutzung der Kirche erfolgt war. Die Dekoration des Innenraums wurde zu Beginn des 16. Jahrhunderts in Auftrag gegeben. Den Bau des Tempietto im ersten Klosterhof begann 1502 Donato Bramante. In den 20er Jahren des Cinquecento erfolgte, unterstützt durch Zuwendungen von Kaiser Karl V., der endgültige Ausbau der Konventgebäude. In diese Zeit fielen auch großzügige Spenden namhafter Gönner für die Ausstattung von Kapellen, wie Kardinal Giovanni Maria Ciocchi Del Monte, der spätere Papst Julius III., und Kardinal Giulio de Medici, der spätere Papst Clemens VII. Im 17. Jahrhundert erfuhr der Renaissancebau die stärksten Veränderungen, insbesondere am gesamten Gewölbe einschließlich der Lünetten im Langhaus, dem Chor und dessen Gestaltung. In der gleichen Zeit wurden die 2. und 4. Konche an der Südostwand durch einen barocken Kapellenanbau ersetzt und die beiden gegenüberliegenden großen Konchen komplett in ihrer Dekoration neu gestaltet. Zu den Veränderungen des 19. Jahrhunderts gehört die Umwandlung der Biforienfenster in einfache Rundbogenfenster mit der heutigen, gelblichen Verglasung. Während der Ersten Römischen Republik wurde 1798 das Kloster den Truppen Napoleons übergeben, die es stark beschädigten. 1814 nahmen die Franziskaner es neuerlich in Besitz. Im Laufe der Kämpfe um die Porta San Pancrazio 1849 erlitten Kirche und Kloster, insbesondere die Apsis und der Campanile, durch französische Kanonaden starke Schäden. Die Kirche wurde als Notspital verwendet und das Archiv geplündert. 1851 wurden umfangreiche Restaurierungsarbeiten an dem gesamten Gebäudekomplex durchgeführt. 1881 kam ein Teil der Konventgebäude an die Spanische Akademie in Rom, die bis heute die Räumlichkeiten nutzt.

## Architektur

### Fassade
Die Travertinfassade der Kirche, markant am Gianicolo von vielen Standorten in Rom aus zu sehen, ist eine akzentuierte Mischung aus royalem Repräsentationsbestreben und schlichter, schmuckloser Ausstattung gemäß der Tradition der Bettelmönche. Ein Aufgang mit beidseitig angelegten Stufen führt zum Portal. Die Fassade ist zweigeschossig, exakt den Querschnitt der Kirche abbildend und von einem einfachen Giebel bekrönt. Die beiden Stockwerke werden von schmalen Eckpilastern eingerahmt, zierlich anmutende Lisenen strukturieren die Flächen. Im oberen Geschoss der Fassade ist zentral eine ebenfalls eher schlicht gehaltene Rosette eingefügt. Der Sims über dem Portal und das Wappen der Katholischen Könige in der Mitte zeigen das Granatapfelmotiv, das ab 1492, als die Nachricht der Rückeroberung Granadas Rom erreichte, Verwendung findet (Abb.). Links und rechts sind – wie bei Titelkirchen üblich – die Wappen des jeweils amtierenden Papstes und des jeweiligen Kardinals angebracht. Die schlichte, zweigliedrige Fassade verbindet San Pietro mit der ebenfalls unter Papst Sixtus IV. erbauten Kirche Santa Maria del Popolo, die im Mittelteil der Fassade eine ähnliche Struktur aufweist.

### Kirchenschiff
Die Besonderheit der Kirche ist wahrscheinlich sowohl der Topografie des Ortes als auch dem Repräsentationswillen der Stifter geschuldet, nämlich die Ausrichtung des Chores nach Südwesten und nicht wie üblich nach Osten. Im Nordosten weist sie eine weit sichtbare Schaufassade auf und bildet so einen architektonischen Akzent auf dem Gianicolo. Der Baumeister Jorge de Castellon ist mehrfach durch Briefe des Königs Ferdinand II. belegt, eine von Vasari in seinen Viten angeführte mögliche Beteiligung Baccio Pontellis erwies sich als nicht nachweisbar; in den wenigen erhaltenen Unterlagen von San Pietro in Montorio wird Pontelli nicht aufgeführt. Die Kirche ist ein kreuzgewölbter, einschiffiger und von Kapellen begleiteter, großzügig dimensionierter Saalbau aus Ziegel, der bereits im ausgehenden Quattrocento als vergleichsweise altertümlich galt. Zwischen den Arkadenbögen des Langhauses öffnen sich die Seitenkapellen in Form von Konchen. Vor dem tiefen Chor werden die beiden großen Konchen anstelle eines Querhauses von einem Schirmgewölbe überspannt. Die an der Südostseite befindlichen Kapellen sind eine Hinzufügung aus dem 17. Jahrhundert. Den Pfeilern zwischen den Arkadenbögen sind Pilaster vorgestellt. Ein rundumlaufendes kräftiges Gesims strukturiert die Seitenwände zusätzlich. Im Obergaden öffnen sich Fenster und spenden dem Kirchenraum Licht. In die polygonale Apsis wurden 1759 drei rechteckigen Fenster eingesetzt.
Der Kirchenbau in Rom hat prinzipielle Ähnlichkeit mit anderen von Amadeu da Silva Meneses initiierten Bauten in der Lombardei. Überwiegend handelt es sich dabei um schlichte, schmucklose Bettelordenskirchen, mit einem einschiffigen Kirchenraum und einem abgetrennten großen Chor, denen eine Klosteranlage mit zwei Höfen angefügt ist.

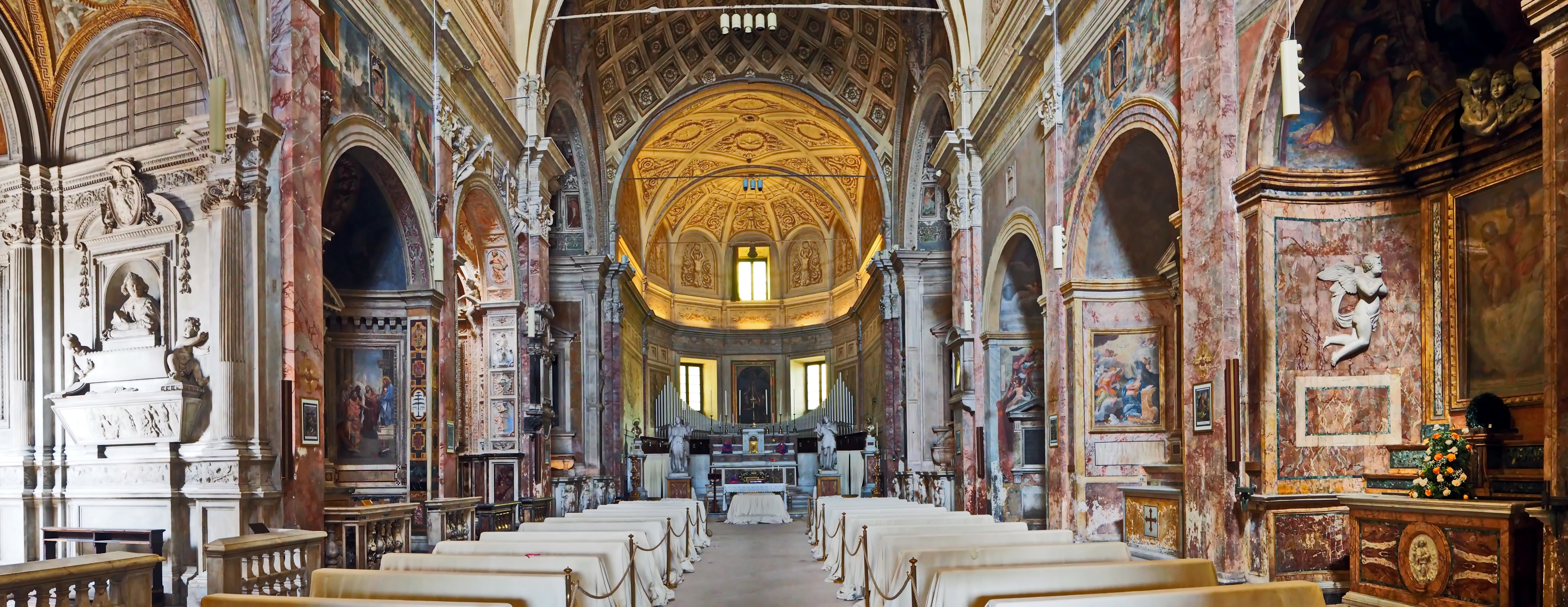
Mittelschiff gen Westen

## Innenausstattung
Das Langhaus, insbesondere die Rundbogen und das Hauptgebälk sind nach einem erkennbaren Gesamtprogramm ausgemalt, die Fresken sind jedoch nur mehr teilweise erhalten. Über jeder Kapelle befindet sich das Wappen des kastilischen Königspaares (Abb.). In der Kirche wie im Kloster sind zahlreiche weitere heraldische Zeichen des Königspaares, insbesondere Schlusssteine, zu finden. Einige Kapitelle tragen das Granatapfelmotiv (Abb.). Der Charakter einer persönlichen Patronatskirche des Königspaares wird dadurch unterstrichen, da ohnehin ab 1450 mit San Giacomo degli Spagnoli (heute  Nostra Signora del Sacro Cuore) eine Kirche der Krone von Kastilien bzw. ab 1506 die Santa Maria di Monserrato der Aragonesen besteht.
Vorne links im Hauptschiff liegen, im Boden eingelassen, Grabmäler irischer Aristokraten, die 1607 nach der Schlacht von Kinsale nach Rom geflüchtet waren. Bestattet ist Hugh O’Neill Baron of Dungannon (Abb.), der das Grabmal mit Rudhraighe Ó Domhnaill (Abb.), 1st Earl of Tyrconnell und dessen Bruder Cathbarr teilt.

### Hochaltar, Chor und Apsis (5)
1523 ließ Kardinal Giulio de Medici, der spätere Papst Clemens VII., Raffaels berühmtes Gemälde Die Verklärung Christi als Altarbild in der Kirche aufstellen, wo es von zahlreichen Romreisenden, darunter Johann Wolfgang von Goethe, bewundert wurde. In den Wirren der Römischen Republik ließ das französische Direktorium 1797 das Bild entfernen. Nach einer wechselvollen Geschichte befindet es sich heute in der Vatikanischen Pinakothek. Das als Ersatz im Hochaltar eingefügte Bild ist eine Kopie des Gemäldes Kreuzigung des hl. Petrus von Guido Reni. Die heute noch zu sehenden Fresken stammen von einer neuerlichen Restaurierung nach 1849.
Unter der Treppe vor dem Hauptaltar liegt die junge Adelige Beatrice Cenci begraben, die am 11. September 1599 wegen Anstiftung zum Vatermord verurteilt und enthauptet worden war.

### Kapellen
In den insgesamt zehn Seitenkapellen der Kirche befinden sich Werke zum Teil namhafter Künstler.
- Cappella della Flagellazione bzw. Cappella Borgherini (1)

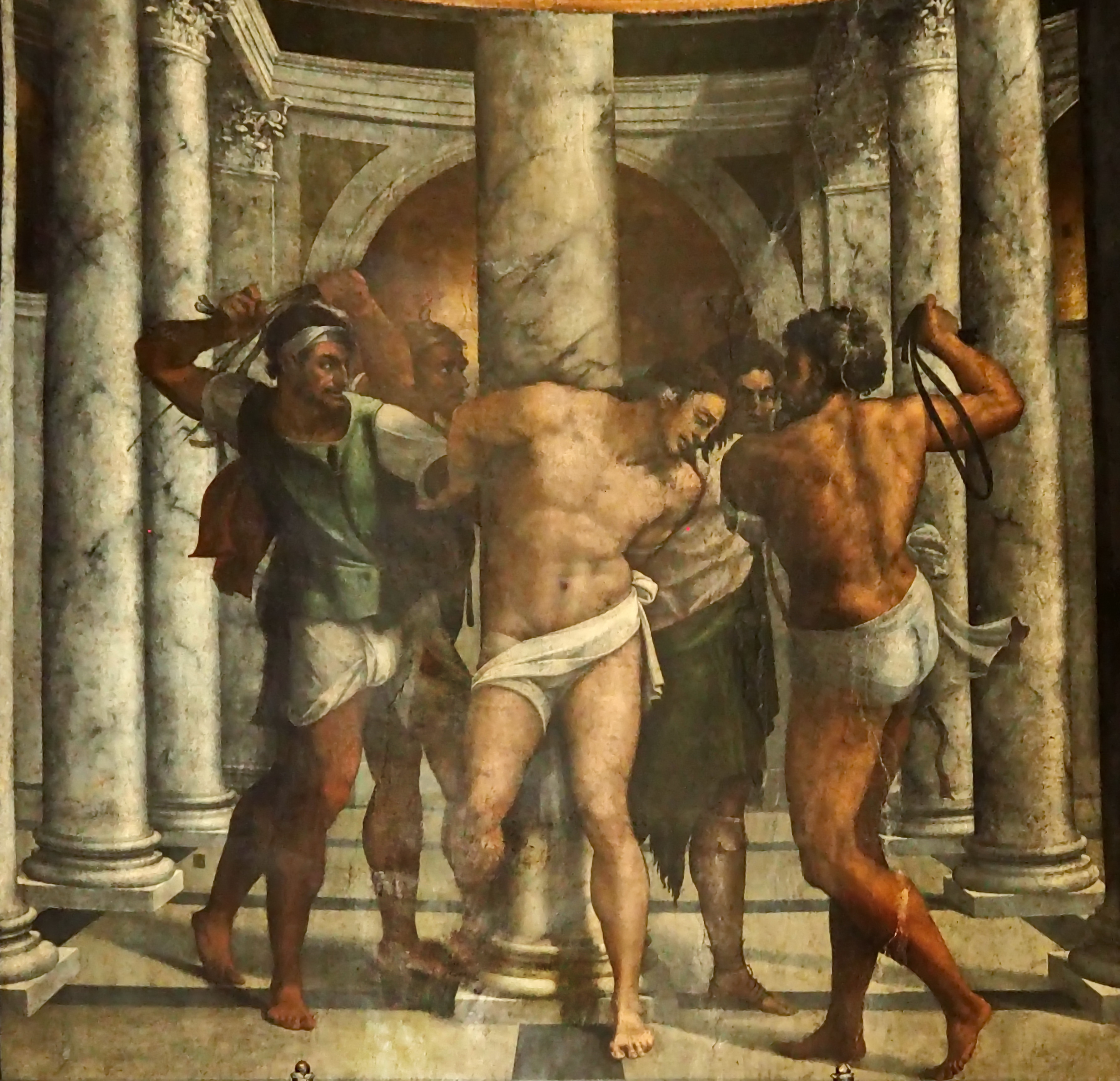
Die Geißelung Christi – Sebastiano del Piombo

Der Auftrag zur bildnerischen Ausgestaltung der Kapelle der Geißelung erging 1516 seitens des Florentiner Bankiers Pier Francesco Borgherini an Sebastiano del Piombo. In den Fresken (Öl auf Stein) sind dargestellt: die Die Geißelung Christi an der Altarwand – es gilt als eines der bedeutendsten Bildwerke der Renaissance –, rechts davon der Hl. Franz von Assisi (Abb.) und links der Apostel Petrus (Abb.). In der Apsiskalotte ist Die Verklärung des Herrn (Abb.) und außen über dem Bogen Isaias und Matthias (Abb.) dargestellt. Die Vorzeichnungen zu den Fresken stammen von Michelangelo. Die Arbeiten wurden 1524 vollendet.
- Cappella di San Girolamo (2)

Die Freskenbemalung von Baldassare Peruzzi oder der Schule des Pinturicchio – beide Zuschreibungen sind nicht gesichert – zeigen in der Apsiskalotte die Krönung Mariens (Abb.) sowie außen auf dem Bogen Die Tugenden Tapferkeit, Klugheit, Mäßigung und Gerechtigkeit (Abb.). Das Altarbild, die Madonna mit dem Brief (Abb.), das der Kapelle ihren volkstümlichen Namen gab – Kapelle der Madonna mit dem Brief – stammt von Niccolò Circignani gen. Pomarancio.
- Cappella di Sant'Antonio (3)

Die Fresken Darstellung im Tempel, Unbefleckte Empfängnis (rechts) und Verkündigung (links) sind Werke des Barockmalers Michelangelo Cerruti und stammen aus dem 17. Jahrhundert. Die vier Sibyllen (Abb.) auf dem Außenbogen werden der Schule Baldassare Peruzzis zugeschrieben.
- Cappella del Monte (4)

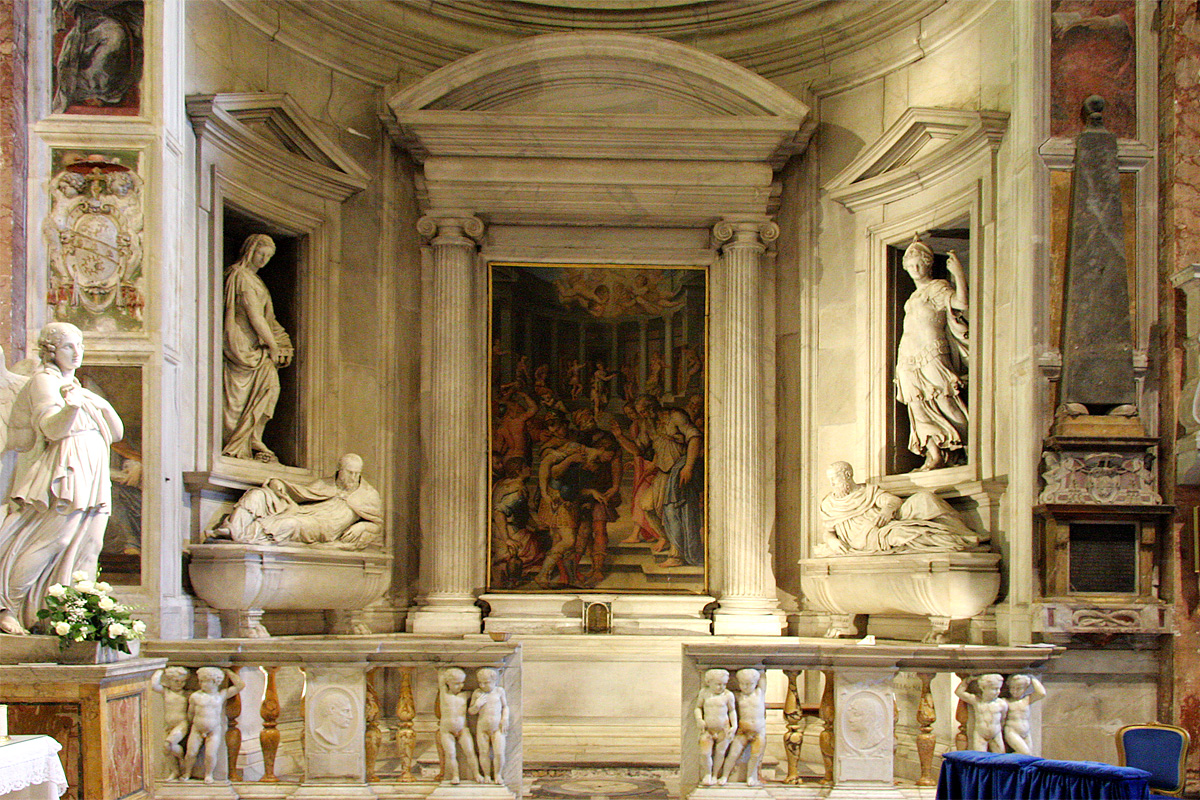
Cappella del Monte

Die Kapelle, auch Kapelle der Bekehrung des Apostels Paulus genannt, wurde zwischen 1550 und 1552 im Auftrag Papst Julius III. von Giorgio Vasari, unter der künstlerischen Aufsicht Michelangelos, gestaltet. Von Vasari selbst stammt das Altarbild Die Bekehrung des Apostels Paulus. Der sitzende Mann mit dem dunklen Bart links gilt als Selbstporträt des Künstlers. Die Grabmonumente für Kardinal Antonio Maria Ciocchi del Monte und seinen Bruder Fabiano Ciocchi del Monte mit den Gisants der Verstorbenen und den Skulpturen Gerechtigkeit und Religion an den Seiten sind Werke von Bartolomeo Ammanati, der mit Vasari an der Kapelle wirkte. Von Ammanati stammt auch die Balustrade mit Putten.
- Cappella Ricci (6)

Den Auftrag zur Gestaltung der Kapelle (Abb.) gab 1559 Kardinal Giovanni Ricci da Montepulciano an Daniele da Volterra, ein Schüler Michelangelos. Die Altartafel Die Taufe Jesu wird Giulio Mazzoni (1568) zugeschrieben. Die beiden Statuen der Apostel Petrus (Abb.) und Paulus (Abb.) in den Nischen sowie die Balustrade stammen von Leonardo Sormani.
- Cappella della Pietà (7)

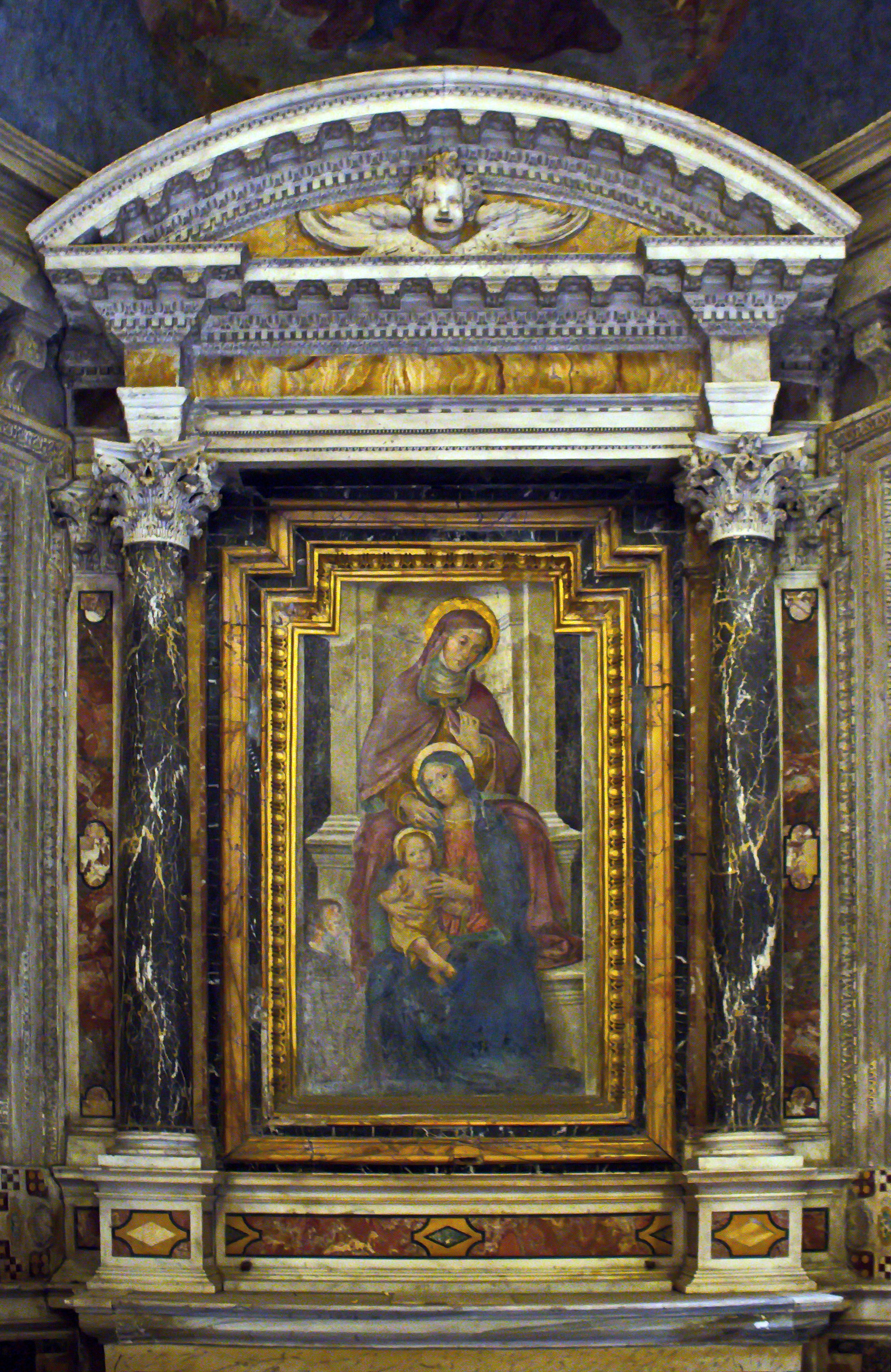
Heilige Anna selbdritt

Die Kapelle ist ein im zweiten Jahrzehnt des 17. Jahrhunderts. angefügter Erweiterungsbau von Pedro und Francesco de Cuside. Das Altarbild Die Grablegung Christi (Abb.) ist ein Werk des Caravaggio-Schülers Dirck van Baburen (1617), ebenso das Bild rechts Christus trägt das Kreuz. Von dem flämischen Maler David de Haen stammt das Gemälde Diskussion der Gelehrten (links) und die Ausmalung der Lünetten Der verspottete Christus (rechts) sowie Das Gebet im Ölgarten (links). Die Stuckarbeiten gehen auf Stefano Maderno zurück.
- Cappella di Sant'Anna (8)

Das Altarbild Hl. Anna selbdritt, das Fresko Gottvater wie auch die Bemalung außen auf dem Bogen David und Salomo (Abb.) stammen von Antoniazzo Romano oder seiner Schule.
- Cappella Raimondi (9)

Die Kapelle wurde unter der Leitung von Gian Lorenzo Bernini um 1640 für den Marchese Marcello Raimondi neu errichtet und die Innenausstattung entworfen. Die Ausführung erfolgte in den Jahren 1642 bis 1646 durch verschiedene Künstler. Das Relief in der Apsis über dem Altar Die Ekstase des Hl. Franz von Assisi (Abb.) schuf Francesco Baratta. Die Grabmale von Girolamo Raimondi (Abb.) und Francesco Raimondi (Abb.) stammen von Andrea Bolgi und Niccoló Sale.
- Cappella delle Stimmate di San Francesco (10)

Die Fresken in der Kapelle stammen von Giovanni de Vecchi aus dem späten 16. Jahrhundert: in der Apsis Der Hl. Franz von Assisi empfängt die Wundmale (Abb.), in der Apsiskalotte Das Begräbnis des Kardinals Dolera und an den Seiten die Heiligen Nikolaus und Katharina.

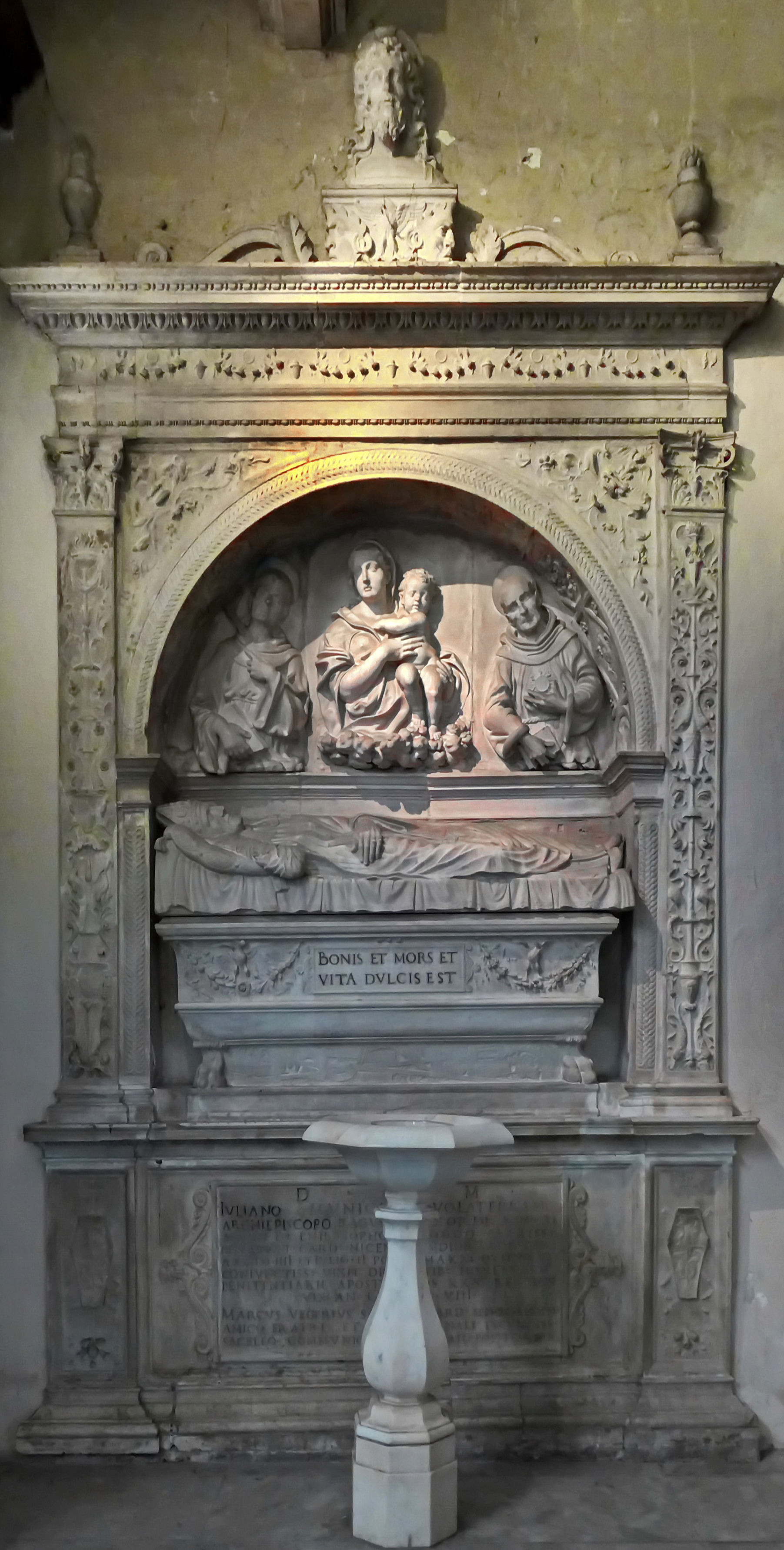
Grabmal Giuliano da Volterra mit Blattmasken

- Neben dem Eingang befindet sich das Grabmonument für den Bischof Giuliano da Volterra (11) (Abb.) († 1501), zugeschrieben der Schule des Andrea Bregno.

## Das Kloster

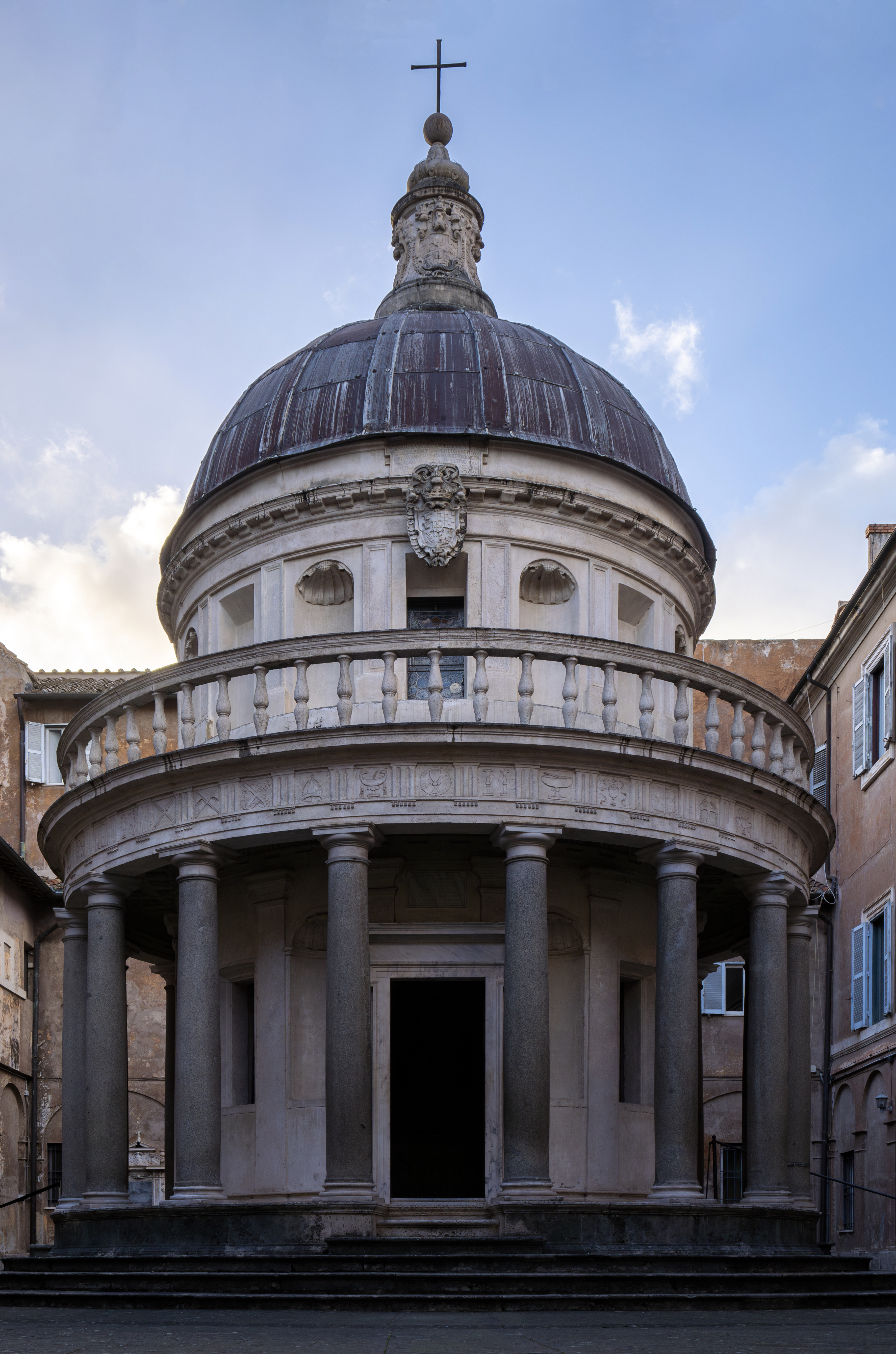
Tempietto di Bramante

Die Geschichte des Klosters ist eng mit der Kirche verbunden. Die frühesten Erwähnungen im Liber Pontificalis aus dem 9. Jahrhundert gehen vornehmlich auf das Kloster zurück. Die Geschichte des Neubaus beginnt, wie die der Kirche, 1472 mit der Schenkung an den Franziskaner Amadeu da Silva Meneses, den Freund und Beichtvater von Papst Sixtus IV., und seine Ordensbrüder. Das Kloster schließt unmittelbar nordwestlich an den Kirchenbau an und verfügte ursprünglich nur über einen Kreuzgang, in dem Bramante den Tempietto errichtete. 1587/88 wurde das Kloster um einen zweiten Kreuzgang (Abb.) erweitert. Die heute zum Teil schlecht erhaltenen Fresken in den Lünetten des 2. Kreuzgangs stellen Szenen aus dem Leben des heiligen Franz von Assisi dar; sie wurden in der Zeit zwischen 1587 und 1590 von Pomarancio ausgeführt. Weitere Umbauten an den Klostergebäuden und dem Tempietto erfolgten im 17. Jahrhundert.

## Der Tempietto di Bramante
Im ersten, von Giuseppe Valadier stark veränderten Hof des Klosters befindet sich der Tempietto di Bramante (12), der als Schlüsselwerk der römischen Hochrenaissance gilt. Der Rundtempel wurde von Donato Bramante ebenfalls im Auftrag der Katholischen Könige errichtet. Die in der Krypta der Kapelle 1628 entdeckte Gedenktafel bezeichnet 1502 als das Jahr der Errichtung des Bauwerks.

## Piazza di San Pietro in Montorio
Im 15. Jahrhundert konnte das Kloster, umgeben von Gärten, nur über die Porta Aurelia (heute Porta San Pancrazio) oder einen schmalen Steig von Trastevere aus erreicht werden. Die Zuwendung des spanischen Königs Philipp III. im Jahre 1604 machte es möglich, einen breiteren Weg, einen großzügigen Vorplatz und die zweiläufige Treppe zum Kirchenportal anzulegen. Ab dem ersten Drittel des 17. Jahrhunderts zierte den Patz ein von Giovanni Fontana erbauter Brunnen mit dem Namen La Castigliana (die Kastilische). Dieser Brunnen ist heute nur durch einige Stiche bekannt, z. B. von Giovanni Batista Falda (1690), und gilt als verschollen. Entlang des Wegs Via S. Pietro in Montorio von der Via Garibaldi herab zur Piazza reihen sich polychrome Kreuzwegstationen aus Terracotta; sie wurden 1957 von Carmelo Pastor als Ersatz für die alten untergegangenen aufgestellt.